# Усов Валентин Миколайович
Валентин Миколайович Усов (25 грудня 1929, Харків — 1 листопада 1997, Львів) — український скульптор. 

## Біографія
Народився 25 грудня 1929 року у Харкові.
1955 року закінчив Львівський інститут прикладного та декоративного мистецтва. Серед викладачів з фаху — Вадим Телішев. Від 1955 року член КПРС
. Від 1957 року бере участь у республіканських, а від 1958 — у всесоюзних виставках. Член Спілки художників УРСР. Мешкав у Львові на вулиці Тернопільській. Помер 1 листопада 1997 року у Львові. Похований на Личаківському цвинтарі (поле № 15). Дружина Зінаїда Расіна (1927—2003) — також скульптор.
Роботи
- Монумент прикордонникам Лопатинської застави в селі Скоморохах (1961, співавтори Лука Біганич, О. Столбовий)[2].
- «Дівчина» (1964, шамот, 65×47×50)[4].
- «Мати з дитиною» (1967, шамот, 90×55×42)[4].
- Пам'ятник «100 років надвірнянської нафти» у Надвірній (1967, співавтор Валентин Подольський)[5].
- «Поцілунок» (1968, тонований гіпс, 60×74×58)[4].
- «Дівчина з квіткою» (1969, шамот, 76×40×32)[4].
- «Карпатська сніжинка» (1969, шамот, 48×22×22)[4].
- Пам'ятник Ярославові Галану у Львові на колишній площі Галана, тепер Петрушевича (1971, скульптори Олександр Пилєв, Аїда Охріменко, архітектор Володимир Блюсюк)[6].
- «Ікар» (1974, метал, 235×85×55)[7].
- Пам'ятник «Слава праці» в місті Шостка (1974, співавтор Олександр Пилєв)[8].
- Пам'ятник льотчику Леонідові Бутеліну в селі Задністрянське (1974, кована мідь, архітектор Анатолій Консулов)[9]. У деяких джерелах пам'ятник значиться у сусідньому селі Бовшів[10][11].
- Пам'ятники землякам, загиблим у Другій світовій війні в селах Гута-Боровенська (1975)[12], Кричевичі (1975)<[13], Рудники (1975)[14].
- Чоловічий портрет (1977, тонований гіпс, 53×39×49)[15].
- Портрет передового робітника ЛАЗ, кавалера ордена Леніна Р. О. Остап'яка (1977, шамот, 71×44×51)[15].
- Пам'ятник Володимиру Леніну у м. Шептицький (1977, співавтор архітектор О. Матвіїв, скульптор П. Чепель)[10][16][17].
- Портрет скульптора П. Чепеля (1978, тонований гіпс, 66×40×55)[7].
- Портрет учасника Сталінградської битви і звільнення Львівщини, почесного громадянина м. Золочева генерала О. С. Пендака (1985, тонований гіпс, 61×57×30)[18].
- Пам'ятник учасникам селянського страйку 1928 року в селі Батятичі (1980, архітектор Й. Буковинський)[19].
- Пам'ятник Володимиру Леніну у Великих Мостах (архітектор Андрій Шуляр)[16].